# Danny D’Imperio
Danny D’Imperio (* 1945 in Sydney (New York)) ist ein US-amerikanischer Jazz-Schlagzeuger und Bandleader.
Danny D’Imperio spielte zunächst Piano, dann Trompete und wechselte unter dem Einfluss der Musik von Louie Bellson zum Schlagzeug. Bereits mit zwölf Jahren hatte er erste professionelle Auftritte in der Band seines Vaters, des Pianisten Robert D’Imperio. Von 1957 bis 1962 spielte er in lokalen Bands von Syracuse (New York), schließlich mit verschiedenen Formationen, wie mit Pee Wee Hunt und den salt City Six, bevor er 1965 bis 1968 seinen Militärdienst ableitete, wo er in Army-Bands spielte. Nach seiner Entlassung aus der Armee war er Hausdrummer im Three Rivers Inn in Syracuse; dann spielte er 1970/72 in der Glenn Miller Ghost Band und Mitte der 1970er Jahre in den Orchestern von Maynard Ferguson und 1976/77 bei Woody Herman. Er ersetzte Buddy Rich, als dieser 1983 erkrankte, als Haus-Drummer im Jazzclub Condon’s, arbeitete außerdem als freischaffender Musiker und nahm einige Alben für das Label V.S.O.P. mit seiner Big Band, dem Metropolitan Bopera House auf, in der u. a. Greg Gisbert, Ralph LaLama und Hod O’Brien spielten und die den Geist der klassischen Hard-Bop-Ära der Musik etwa von Art Blakey und Philly Joe Jones beschwört. Seit 1988 arbeitete er als freischaffender Musiker u. a. mit der Formation Gene Krupa Legend mit Anita O’Day, Les Elgart und dem Village Vanguard Orchestra.

## Diskographische Hinweise
- Blues for Philly Joe (VSOP; 1991) mit Greg Gisbert, Ralph Dalama, Hod O’Brian, David Shapiro
- Hip to It (VSOP, 1992)
- Danny D’Imperio and the Bloviators (Rompin’, 2000)
- Big Band Bloviation (Rompin’, 2001) mit Eric Alexander